# Natação nos Jogos Olímpicos de Verão da Juventude de 2010 - 200 m medley feminino
As provas dos 200 metros medley feminino da natação nos Jogos Olímpicos de Verão da Juventude de 2010 foram realizadas no dia 15 de agosto, na Escola dos Desportos, em Singapura. 26 nadadoras estavam inscritos neste evento.

## Medalhistas
| Ouro   | USA Kaitlyn Jones       |
| Prata  | RUS Kristina Kochetkova |
| Bronze | CZE Barbora Zavadova    |

## Eliminatórias

### Eliminatória 1
| Pos. | Raia | Nome              | País         | Tempo   | Notas |
| ---- | ---- | ----------------- | ------------ | ------- | ----- |
| 1    | 3    | Zeineb Khalfallah | TUN Tunísia  | 2:23.81 |       |
| 2    | 5    | Karen Vilorio     | HON Honduras | 2:29.42 |       |
| 3    | 4    | Nibal Yamout      | LIB Líbano   | 2:32.23 |       |

### Eliminatória 2
| Pos. | Raia | Nome                | País               | Tempo   | Notas           |
| ---- | ---- | ------------------- | ------------------ | ------- | --------------- |
| 1    | 4    | Kristina Kochetkova | RUS Rússia         | 2:15.73 | Q               |
| 2    | 5    | Kaitlyn Jones       | USA Estados Unidos | 2:16.57 | Q               |
| 3    | 3    | Julia Gerotto       | BRA Brasil         | 2:21.90 |                 |
| 4    | 6    | Emily Selig         | AUS Austrália      | 2:22.15 |                 |
| 5    | 2    | Maria Rosa          | POR Portugal       | 2:24.23 |                 |
| -    | 1    | Wei Li Lai          | MAS Malásia        |         | Desclassificada |
| -    | 7    | Karla Toscano López | GUA Guatemala      |         | Desclassificada |

### Eliminatória 3
| Pos. | Raia | Nome               | País              | Tempo   | Notas |
| ---- | ---- | ------------------ | ----------------- | ------- | ----- |
| 1    | 3    | Barbora Zavadova   | CZE Chéquia       | 2:17.74 | Q     |
| 2    | 4    | Stefania Pirozzi   | ITA Itália        | 2:20.94 | Q     |
| 3    | 7    | Gizem Bozkurt      | TUR Turquia       | 2:21.40 | Q     |
| 4    | 6    | Martina Elhenicka  | CZE Chéquia       | 2:21.68 |       |
| 5    | 5    | Kim Hye-Jin        | KOR Coreia do Sul | 2:22.78 |       |
| 6    | 2    | Ting Chen          | TPE Taipé Chinês  | 2:23.04 |       |
| 7    | 1    | Inga Elín Cryer    | ISL Islândia      | 2:25.12 |       |
| 8    | 8    | Bryndís Rún Hansen | ISL Islândia      | 2:28.10 |       |

### Eliminatória 4
| Pos. | Raia | Nome               | País               | Tempo   | Notas           |
| ---- | ---- | ------------------ | ------------------ | ------- | --------------- |
| 1    | 5    | Chloe Francis      | NZL Nova Zelândia  | 2:16.96 | Q               |
| 2    | 4    | Ekaterina Andreeva | RUS Rússia         | 2:17.10 | Q               |
| 3    | 3    | Jordan Mattern     | USA Estados Unidos | 2:19.55 | Q               |
| 4    | 6    | Jolien Vermeylen   | BEL Bélgica        | 2:22.66 |                 |
| 5    | 2    | Ratna Marita       | INA Indonésia      | 2:23.92 |                 |
| 6    | 8    | Oneida Cooper      | RSA África do Sul  | 2:27.82 |                 |
| 7    | 1    | Renee Stothard     | NZL Nova Zelândia  | 2:31.22 |                 |
| -    | 7    | Juanita Barreto    | COL Colômbia       |         | Desclassificada |

## Final
| Pos.              | Raia | Nome                | País               | Tempo   | Notas |
| ----------------- | ---- | ------------------- | ------------------ | ------- | ----- |
| Medalha de ouro   | 5    | Kaitlyn Jones       | USA Estados Unidos | 2:14.53 |       |
| Medalha de prata  | 4    | Kristina Kochetkova | RUS Rússia         | 2:15.13 |       |
| Medalha de bronze | 2    | Barbora Zavadova    | CZE Chéquia        | 2:15.36 |       |
| 4                 | 6    | Ekaterina Andreeva  | RUS Rússia         | 2:17.37 |       |
| 5                 | 3    | Chloe Francis       | NZL Nova Zelândia  | 2:17.62 |       |
| 6                 | 7    | Jordan Mattern      | USA Estados Unidos | 2:19.70 |       |
| 7                 | 1    | Stefania Pirozzi    | ITA Itália         | 2:19.91 |       |
| 8                 | 8    | Gizem Bozkurt       | TUR Turquia        | 2:20.00 |       |